# 松本英一 (参議院議員)
松本 英一（まつもと えいいち、1921年〈大正10年〉1月5日 - 1994年〈平成6年〉7月19日）は、日本の政治家、部落解放運動家、土木建築業者。松本治一郎の甥で養嗣子にあたる。元衆議院議員松本龍の父。参議院議員。

## 経歴
福岡県福岡市馬出出身。実父は松本治一郎の長兄の松本治七。英一の名は住吉高等小学校（治七・治一郎兄弟の母校）の校長の桜井英一（ふさかず。陸軍少佐桜井徳太郎の父）に由来し、松本英一の名も本来は「ふさかず」と読ませた。
福岡県立福岡工業学校建築科を卒業し、1940年に福岡県庁職員となる。
1943年明治大学専門部政治経済科卒業。1945年、第二次世界大戦終了後に日本社会党結成に参加、1946年福岡県青年同盟を結成し委員長に就任する。
1947年にはおじの松本治一郎の秘書となった。1953年、家業である土建業松本組の職員となり1960年に部落解放同盟福岡県連合会副委員長となった。1966年、松本組取締役社長に就任する。この年治一郎が死去している。
1967年に部落解放同盟中央委員となり1968年の第8回参議院議員通常選挙に全国区から出馬し初当選、以後全国区・比例区から5回連続当選を果たした。日中友好協会福岡県連合会顧問などを歴任した。
1994年7月19日、参議院議員在職中に死去した。73歳没。

## 著書
- 『絶筆』（私家版、1966年）松本治一郎告別式冊子

## 家系図
```
　　　　　　　　　　　　　　　　　　　　　
　　　　　　　　　　　　　　　　　　　　　　　　　　
　　　　　　　　　　　　松本次吉　　┏━治七━━（実子）英一↘︎
　　　　　　　　　　　　　　┣━━━┫　　　　　　　　　　　　↘︎
　　　　　　　　　　　　　　チエ　　┣━鶴吉　　　　　　　　　↓　
　　　　　　　　　　　　　　　　　　┃　　　　　　　　　　　　↓
　　　　　　　　　　　　　　　　　　┣━ハチ　　　　┏━勝雄　↓
　　　　　　　　　　　　　　　　　　┃　　┣━━━━┫　　　　↓
　　　　　　　　　　　　　　　　　　┃高丘松蔵　　　┗━ヒサ　↓
　　　　　　　　　　　　　　　　　　┃　　　　　　　　　┃　　↓
　　　　　　　　　　　　　　　　　　┃　　　　　　　井元麟之　↓
　　　　　　　　　　　　　　　　　　┣━コト（島津家に嫁す）　↓
　　　　　　　　　　　　　　　　　　┃　　　　　　　　　　　　↙
　　　　　　　　　　　　　　　　　　┗━治一郎＝＝（養子）英一　┏━龍
　　　　　　　　　　　　　　　　　　　　　　　　　　　　　┃　　┃
　　　　　　　　　　　　　　　　　　　　　　　　　　　　　┃　　┣━治郎（18歳で急死）
　　　　　　　　　　　　　　　　　　　　　　　　　　　　　┣━━┫
　　　　　　　　　　　　　　　　　　　　　　　　　　　　　┃　　┣━優三
　　　　　　　　　　　　　　　　　　　　　　　　　　　　瑠璃子　┃
　　　　　　　　　　　　　　　　　　　　　　　　　　　　　　　　┗━めぐみ

```